# Рамзін Леонід Костянтинович
Леонід Костянтинович Рамзін (14 [26] жовтня 1887 — 28 червня 1948) — радянський інженер-теплотехнік, винахідник першого російського прямоточного котла оригінальної конструкції. Професор (1920), лауреат Сталінської премії першого ступеня (1943).

## Життєпис

### Дитинство і роки навчання
Л. К. Рамзін народився в селі Соснівка Моршанського повіту Тамбовської губернії, в сім'ї вчителів земської школи Костянтина Пилиповича і Параски Іванівни Рамзіна. Ще в Тамбовській чоловічоій гімназії, яку Леонід закінчив із золотою медаллю, він показав здібності до точних наук.
У 1914 році Леонід Рамзін закінчив Імператорське Московське технічне училище (зараз Московський державний технічний університет імені Баумана) отримавши звання інженера-механіка. На розвиток Рамзіна як вченого великий вплив зробили роботи професорів К. В. Кірша і В. І. Гриневецького, засновників московської наукової теплотехнічної школи.

### Професійна і організаторська діяльність
Після закінчення навчання Леонід Рамзін залишився в училищі на викладацькій роботі. Протягом 10 років Л. К. Рамзін керував кафедрою палива, топок і котельних установок і кафедрою теплових електростанцій, читаючи лекції з декількох курсів. Після створення в 1920 році Державної комісії з електрифікації Росії, очолюваної Г. М. Кржижановський, в неї включили і Л. К. Рамзіна, який взяв у роботі над планом ГОЕЛРО найактивнішу участь (зокрема, на 4-му засіданні комісії 24 лютого 1920 року організована «Приволжская група»; ввійшли в неї Л. К. Рамзін, К. А. Круг, С. А. Предтеченський, М. А. Смирнов, Б. Е. Стюнкель розробили «План електрифікації Нижнього Поволжя»). У тому ж році Рамзіну було присвоєно звання професора.
У 1921 році В. І. Ленін підтримав пропозицію Рамзіна про створення теплоенергетичного науково-дослідного інституту імені В. І. Гриневецького та К. В. Кірша (в майбутньому — Всесоюзний теплотехнічний інститут імені Ф. Е. Дзержинського, а в даний час — Всеросійський теплотехнічний інститут, ВТІ). 13 липня 1921 року Рада Праці та Оборони ухвалила: «В нагороду заслуг та увічнення пам'яті засновників і головних керівників Московської школи теплотехніків заснувати теплотехнічний інститут, присвоївши йому найменування "Теплотехнічний інститут імені професорів В. І. Гриневецького та К. В. Кірша"» . Інститут був заснований при Головному управлінні по паливу з метою, як вказувалося в постанові, забезпечити «планомірне наукове вивчення і розробку висунутих життям практичних питань теплотехніки, пов'язаних з ними техніко-економічних завдань, а також підготовку висококваліфікованих фахівців»; першим директором цього інституту став Рамзін, який очолював інститут до 1930 року .
У тому ж році Л. К. Рамзін став членом Держплану СРСР, а в 1927 році — ВРНГ СРСР. Його науковий доробок, професійні знання і організаторські здібності високо оцінював В. І. Ленін, особисто контролював хід виконання плану ГОЕЛРО і роботу апарату Головного управління по паливу. Коли Політбюро ЦК РКП (б) відмовилося виділити на прохання Держплану кошти для відправки хворого Рамзіна на лікування за кордоном, Ленін по телефону продиктував листа секретарю ЦК: «Рамзін — кращий топливник в Росії. В особі Рамзіна ми маємо найвидатнішого ученого за такою спеціальністю, за якою у нас після Кірша людей немає». У 1922 році за рекомендацією Леніна Рамзіин був призначений головою державної комісії, яка здійснювала приймання та освоєння Каширської ГРЕС — першої з потужних (за масштабами 1920-х років) теплових електростанцій, побудованих за планом ГОЕЛРО.
У 1920-ті роки очолюваний Рамзіним ВТІ працював як багатопрофільна паливно-енергетична організація, яка перебувала на повному госпрозрахунку і одночасно проводила фундаментальні наукові дослідження. Для вивчення досвіду роботи зарубіжних підприємств і закупівлі теплотехнічного обладнання Рамзін неодноразово виїжджав до Великої Британії, Бельгії, Німеччини, Чехословаччини, США. Під його керівництвом вдалося вирішити проблему ефективного використання підмосковного вугілля, яке раніше вважалося незручним для практичного використання.

### Арешт і вирок
У 1930 році ОДПУ порушило справу «Промпартії». Згідно сфабрикованим наслідком обвинувального висновку йшлося нібито про створення антирадянської підпільної організації, члени якої займалися шкідництвом в промисловості і на транспорті і шпигунством за завданням французького генерального штабу. Головою «Промпартії» був оголошений директор ОТІ, професор Рамзін. Його свідчення стали головним аргументом слідства і суду проти нього та інших обвинувачених (перед судом постали вісім обвинувачених, а всього по даній справі було заарештовано дві тисячі вчених і інженерів). На процесі у справі «Промпартії», що проходив 25 листопада — 7 грудня 1930 року, Л. К. Рамзін був засуджений до розстрілу, який ВЦВК замінив 10 роками тюремного ув'язнення. 
У вироку Рамзіну надали можливість продовжувати наукову роботу над конструкцією створювоного ним прямоточного котла. У 1934 році за наказом наркома важкої промисловості СРСР Г. К. Орджонікідзе в складі 9-го управління ДПУ було організовано «ОКБ прямоточного котлобудування», яке очолив Рамзін. ОКБ стало прообразом тих самих «шарашек» (закритих наукових центрів), в яких пізніше працював А. Н. Туполев і С. П. Корольов, В. П. Глушко і Г. С. Жіріцкій, О. І. Солженіцин, М. В. Тимофєєв-Ресовський та багато інших відомих діячів.
У лютому 1936 року, Л. К. Рамзін був звільнений з ув'язнення за амністією. У 1941-1943 роках Рамзін знаходився в евакуації в Казані. Після повернення в Москву професор Рамзін деякий час працював завідувачем лабораторією в Енергетичному інституті імені Г. М. Кржижановського (ЕНІН).

### Педагогічна діяльність
У вересні 1943 року в складі Московського енергетичного інституту імені В. М. Молотова (МЕІ) був утворений енергомашинобудівний факультет (ЕнМФ). Ініціаторами створення факультету виступили Л. К. Рамзін і фахівець з парових турбін А. В. Щегляєв. Потреба в створенні нового факультету диктувалася тим, що для якнайшвидшого підйому радянської енергетики, що зазнала під час Великої Вітчизняної війни великої шкоди, потрібен був випереджувальний розвиток енергетичного машинобудування, що зазнало гостру нестачу кваліфікованих кадрів. Рамзін очолив на ЕнМФ новостворену кафедру котлобудування (її основу склала частина співробітників кафедри котельних установок, що була на теплотехнічному факультеті МЕІ), яка здійснювала підготовку студентів за спеціальністю «котлобудування». У 1947 році відбувся перший випуск інженерів-механіків за цією спеціальністю.
Таким чином, Л. К. Рамзін, який починав з викладання в вузі свій життєвий шлях, повернувся в сферу вищої освіти; тут він залишив після себе не тільки наукову школу, але й працездатний педагогічний колектив, що забезпечує підготовку інженерів-механіків для проектування енергетичного обладнання. В історії ЕнМФ йому належить заслуга в становленні конструкторської спеціальності з котлобудування, визначенні основних шляхів подальшого розвитку кафедри котлобудування (з 1962 року — кафедра парогенераторобудування), формування традицій кафедри і спеціальності. У 1944-1948 роках Рамзін одночасно займав посаду наукового керівника ОТІ.
Помер 28 червня 1948 року в Москві. Похований на вірменському кладовищі.
Повністю реабілітований в 1991 році з визнанням винесеного йому вироку незаконним.

## Наукові досягнення
Основні роботи Л. К. Рамзіна присвячені питанням котлобудування, теплового, аеродинамічного та гідродинамічного розрахунку котельних установок, теорії паливних процесів, вивчення властивостей палива і способів його приготування.
Але головною справою його життя стало створення першого російського прямоточного котла оригінальної конструкції. Хоча ідея прямоточного парового котла починається з 1785 року, а в 1920-ті роки з'явилися промислово випущені енергетичні прямоточні котли (зокрема, котли Бенсона), але ці котли були відносно малопотужними. Рамзін же запропонував конструкцію (котел Рамзіна), яка дозволяла створювати великі і високопродуктивні агрегати. Запропонована Рамзіним ідея виявилися вельми плідною і досі успішно застосовуються в конструкціях вітчизняних і зарубіжних прямоточних котлів.
Наприкінці 1931 року Рамзін, вже перебуваючи в ув'язненні, завершив роботу зі створення дослідного зразка прямоточного котла своєї конструкції, а через кілька місяців були проведені його випробування. Основні параметри котла Рамзіна (паропродуктивність 200 т / год, температура перегріву 500 ° C) для свого часу були чудовими. 20 грудня 1933 перший прямоточний котел цієї конструкції був введений в експлуатацію на ТЕЦ-9 Мосенерго, показавши високу надійність в роботі. Це досягнення Рамзіна (за яке він в 1943 році був удостоєний Сталінської премії) дозволило використовувати в енергетичному обладнанні пар високого тиску, забезпечуючи високу ефективність роботи установок. Широкого поширення в сучасних прямоточних котлах отримала конструкція екранів топки котла, названа «навивкой Рамзина».
Ще в 1918 році Л. К. Рамзін, зіштовхнувшись із значними труднощами при аналітичному розрахунку процесів сушки вологого торфу в топках парових котлів, запропонував I-d діаграму вологого повітря (інакше — діаграма Рамзіна), яка до цього часу широко використовується при розрахунку процесів, пов'язаних зі зміною стану вологого повітря.

## Нагороди і премії
- Орден Леніна (1948)[30]

- Орден Трудового Червоного Прапора (1946)

- Сталінська премія першого ступеня (1943) — за створення конструкції прямоточного котла (окрема постанова)[28]